# Listonoh jarní
Listonoh jarní (Lepidurus apus) je korýš, příbuzný listonoha amerického a listonoha letního. Patří mezi živoucí fosilie.
Druh poprvé popsal švédský přírodovědec Carl Linné.

## Popis
Celková délka je 70 až 90 mm, z toho tělo asi 30 až 45 mm a zadečkové štěty až 40 mm. Tělo je kryto krunýřem oválného tvaru, který je v zadní části vykrojen, v jeho přední části je uprostřed oční políčko. Na spodní straně má několik párů lupenitých nožek. Za posledním párem noh jsou dva váčky s vajíčky. Poslední zadečkový článek nese dva dlouhé štěty a mezi nimi typickou ploutvičku (šupinku), tím se liší od podobného (o něco většího - až 100 mm dlouhého) listonoha letního. Zbarvení je hnědé až šedavé, někdy s naznačeným mramorováním.
Vyskytují se jedinci oboupohlavní i s odděleným pohlavím. Vajíčka snesou mráz a mohou přežít i několik let v suchu, v příhodných podmínkách se z nich v březnu líhnou larvy (nauplius).Vývoj v dospělce je velmi rychlý.

## Výskyt
V Česku se vyskytuje vzácně. Obývá stojaté vody, periodické tůně, zaplavené louky, většinou v nížinách v zátopových územích řek. Je aktivní od března do května, dokud je teplota vody nižší než 15 °C. Žije v holarktické oblasti, neotropické oblasti a australské oblasti.
Listonoh jarní je v Česku kriticky ohroženým druhem a je zvlášť chráněný! Proto se neuvádí přesná místa jeho výskytu a setkání s ním je na území Česka velmi ojedinělé. Z toho, co víme, žije v Česku přibližně v Polabí, Pomoraví a na jižní Moravě. Na podobné lokality jsou však vázáni i další ohrožení živočichové: listonoh letní (Triops cancriformis), žábronožka sněžní (Eubranchipus grubii), žábronožka letní (Branchipus schaefferi) a škeblovka (Limnadia lenticularis).